# John Bolton (astronome)
Vous lisez un « bon article » labellisé en 2023.
Pour les articles homonymes, voir John Bolton et Bolton.
John Bolton, né le 5 juin 1922 à Sheffield (Royaume-Uni) et mort le 6 juillet 1993 à Buderim (Australie), est un astronome australien d'origine britannique. Il joue un rôle décisif dans le développement de la radioastronomie. En particulier, il contribue à établir que les sources radio discrètes sont soit des galaxies, soit les restes de supernova, plutôt que des étoiles. Il joue également un rôle important dans la découverte des quasars et du centre de notre galaxie, la Voie lactée.
Après des études secondaires dans l'enseignement général, John Bolton rejoint le Trinity College où il étudie la physique. Il s'engage alors, en pleine Seconde Guerre mondiale, dans la Royal Navy, où il travaille sur les radars aéroportés. Après le débarquement de Normandie, il est affecté comme officier radio sur le HMS Unicorn, qui navigue dans le Pacifique. À la fin de la guerre, il décide de ne pas rentrer en Angleterre mais de rester en Australie, notamment en raison de l'influence positive du climat sur sa santé et d'un refus d'un poste de doctorant à l'université de Cambridge. Il entre alors comme chercheur au laboratoire de radiophysique du CSIR.
Autodidacte en astrophysique, Bolton contribue largement à la découverte dans le ciel  de sources brillantes dans le domaine radio et se rend compte que certains des objets émetteurs, jusqu'alors considérés comme des étoiles, sont en fait localisés en dehors de notre galaxie. En 1953, il identifie notamment le centre de la Voie lactée, Sagittarius A.
En 1955, il obtient un poste à la Caltech et, l'année suivante, démissionne du CSIR pour y devenir professeur d'astronomie. En Californie, il crée l'Owens Valley Radio Observatory et reste aux États-Unis durant six ans. De retour en Australie en 1960, il s'occupe de la construction du radiotélescope de Parkes et en devient le premier directeur. L'observatoire permet la découverte des quasars et le ciel austral est exploré afin de trouver de nouvelles sources radio à associer aux sources optiques et déterminer leurs distances. John Bolton fait également partie de l'équipe ayant transmis la vidéo du premier pas sur la Lune par Neil Armstrong.
Après plusieurs infarctus du myocarde, il meurt de pneumonie à Buderim le 6 juillet 1993. Ses étudiants occupent des postes de direction dans la plupart des radio-observatoires du monde et l'un d'entre eux reçoit le prix Nobel de physique.

## Jeunesse
John Gatenby Bolton naît le 5 juin 1922 à Sheffield au Royaume-Uni, de parents enseignants,. Bien qu'il souffre de diverses maladies dans sa jeunesse, telles qu'un asthme sévère et des migraines, il montre très tôt un intérêt et des compétences pour les sports, les mathématiques et les sciences. Il obtient une bourse d'études pour l'école secondaire King Edward VII School (en), mais sa famille doit payer l'intégralité des frais de scolarité car le salaire de son père est supérieur au seuil de la bourse. À la King Edward VII School, il est préfet et reçoit le prix de mathématiques de l'école en dernière année. Son éducation est considérée comme relevant de la classe moyenne pour le Royaume-Uni des années 1920 et 1930.
En 1940, il obtient une place pour étudier les mathématiques pures et la philosophie naturelle au Trinity College, à Cambridge, et deux bourses pour couvrir ses frais de scolarité et de subsistance. En raison de la Seconde Guerre mondiale, son diplôme est ramené de trois à deux ans. Au cours de sa deuxième année, il décide de se concentrer sur la physique plutôt que sur les mathématiques. Il obtient son diplôme en mai 1942 avec une mention très bien. Il s'agit d'un résultat dans la moyenne pour un étudiant qui a auparavant terminé dans le premier tiers de sa cohorte, mais l'état de santé de sa mère s'est détérioré et elle est décédée pendant sa période d'examen.

## Seconde Guerre mondiale et travaux sur le radar
John Bolton s'engage dans l'armée après avoir terminé ses examens finals, et choisit la Royal Navy en raison de son amour des navires. Il a le grade de sous-lieutenant dans la réserve volontaire de la Royal Navy. Pendant sa formation d'officier à la HMNB Portsmouth, il choisit de faire de la recherche et du développement sur les radars aéroportés.
L'expérience acquise en matière de radar pendant la guerre lui permettra d'établir des relations et des expériences clés qui influenceront fortement sa future carrière en radioastronomie. Au cours de sa première affectation, il est responsable de deux stations radar côtières et teste les derniers radars des chasseurs de nuit. À la fin de 1942, il est transféré au Telecommunications Research Establishment,, le siège de la recherche et du développement des radars britanniques en temps de guerre. C'est là qu'il rencontre un grand nombre de ceux qui deviendront les leaders de la radioastronomie d'après-guerre, dont Martin Ryle.
Au Telecommunications Research Establishment, John Bolton travaille d'abord à la mise au point d'un nouveau système de radar aéroporté fonctionnant à une longueur d'onde de 3 cm, ce qui implique des essais approfondis en vol. Au moment du débarquement en juin 1944, il en a assez de tester le radar en vol. On lui propose un poste d'officier radio sur le porte-avions léger britannique HMS Unicorn, de la flotte des Indes. Ce poste le rend responsable de toute l'électronique aéroportée, des communications entre navires et avions, et des aides à la navigation. En tant que navire de soutien, le HMS Unicorn connaît une expérience de guerre raisonnablement sûre, aucun dommage majeur n'ayant été signalé. L'expérience acquise par Bolton sur le HMS Unicorn lui amènera une expertise pratique en électronique et les idées qui l'aideront plus tard à construire un interféromètre (en) sur une falaise maritime,.
Lorsque la Seconde Guerre mondiale se termine en 1945, le HMS Unicorn est utilisé pour le transport de marchandises et de personnel entre l'Australie et le théâtre du Pacifique. Quand le navire doit repartir pour la Grande-Bretagne en décembre 1945, Bolton décide de rester à Sydney. Il choisit de s'installer en Australie en raison de l'influence positive du climat sur sa santé, mais aussi parce que sa demande d'inscription à un doctorat au laboratoire Cavendish de l'université de Cambridge a été rejetée. En effet, le chef du laboratoire Cavendish de Cambridge, Lawrence Bragg, a jugé que son diplôme de premier cycle abrégé, obtenu pendant la guerre, ne constitue pas une formation suffisante pour pouvoir préparer un doctorat.

## CSIR, Cygnus et l'interférométrie
Après avoir quitté la Royal Navy, Bolton cherche un emploi en Australie grâce à ses relations dans la marine. Par l'intermédiaire d'un fonctionnaire chargé de trouver du travail pour les anciens combattants, un rendez-vous est pris pour qu'il rencontre Taffy Bowen, le chef du laboratoire de radiophysique du CSIR,. Bolton a pour mission « la recherche et le développement en rapport avec l'application des techniques radar ». L'expertise du laboratoire de radiophysique en matière de technologie radar est de classe mondiale à l'époque, en grande partie parce que le Royaume-Uni a partagé le secret du radar avec ses dominions au début de la Seconde Guerre mondiale et en raison de la présence d'une communauté de radiophysiciens australiens relativement importante qui entretient des liens étroits avec les physiciens ionosphériques en Angleterre.
John Bolton est d'abord chargé de mesurer les propriétés de polarisation des radiations des taches solaires, un domaine d'investigation très actif car il a été récemment confirmé, pendant la Seconde Guerre mondiale, que le Soleil était brillant dans le domaine radio ,. Il construit deux antennes Yagi et les installe à Dover Heights (en), dans la banlieue de Sydney. Cependant, le Soleil entre dans une période de repos, sans taches solaires à sa surface. Ayant appris la découverte de l'émission radio du plan galactique de la Voie lactée pendant son séjour à l'université de Cambridge, et grâce aux observations effectuées à bord du HMS Unicorn, il suppose qu'il pourrait y avoir d'autres étoiles qui, comme le Soleil, brillent dans le domaine radio.

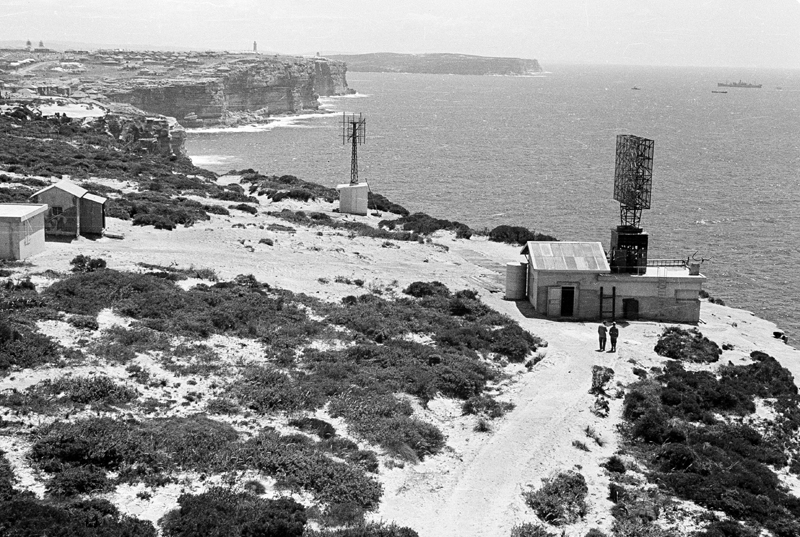
L'interféromètre, situé sur une falaise proche de la mer, utilisé par Bolton à en Nouvelle-Galles du Sud.

Suivant leur intuition, Bolton et son collègue Bruce Slee pointent les deux antennes Yagi vers l'horizon et utilisent l'interférométrie pour obtenir une meilleure résolution que celle obtenue en utilisant les antennes seules,. Cette décision conduit à un conflit direct avec leur patron, Joseph Lade Pawsey, qui, après avoir constaté que les antennes ne pointent pas vers le Soleil, réaffecte John Bolton pour aider à concevoir des antennes Yagi pour une expédition potentielle au Brésil afin d'observer une éclipse solaire dans les ondes radio,. Cependant, l'expédition n'a pas lieu car le matériel n'est pas prêt à temps. John Bolton reçoit à nouveau l'ordre d'observer le Soleil avec son nouvel équipement pendant la journée, mais il est également autorisé à l'utiliser la nuit pour étudier d'autres sources radio potentielles.
En discutant avec Joseph Pawsey, il apprend que des rapports contradictoires existent pour une source radio dans la constellation du Cygne, signalée par James Hey. Avec Gordon J. Stanley (en), les deux hommes effectuent un relevé peu profond du ciel austral avec leur interféromètre. Ils confirment l'existence de la source brillante, nommée plus tard Cygnus A, mais à une position sensiblement différente de celle rapportée par Stanley Hey. Ils observent également deux sources plus faibles près de la constellation du Centaure et au bord de celle du Cygne. C'est au cours de ces observations nocturnes que John Bolton apprend de manière autodidacte l'astrophysique, grâce à des publications récentes dans The Astrophysical Journal.
Avec leur interféromètre, John Bolton et Gordon Stanley atteignent une résolution plus de quinze fois supérieure à celle des observations de Stanley Hey. Ils peuvent être sûrs que l'émission radio dans la constellation du Cygne provient d'une zone plus petite que huit minutes d'arc. Bien que l'on attribue à Stanley Hey la découverte de la première « étoile » radio, les résultats de John Bolton ont confirmé la conclusion de Stanley Hey selon laquelle la source devait être compacte. Ces résultats représentent le début de la science associée aux sources radio discrètes. D'autres observations permettent d'affiner la position de Cygnus A, mais aucune contrepartie optique convaincante, telle qu'une étoile brillante, n'est trouvée,.

## «Étoiles» radio
Après le résultat obtenu dans la constellation du Cygne, John Bolton, Gordon Stanley et Bruce Slee entreprennent d'étudier systématiquement le ciel à l'aide d'un interféromètre amélioré, à la recherche d'autres sources radio discrètes. En février 1948, Bolton a la preuve de l'existence de six nouvelles sources radio discrètes, et introduit la nomenclature consistant à désigner les sources radio dans une constellation par ordre alphabétique décroissant de luminosité. Cette nomenclature est encore utilisée aujourd'hui en radioastronomie pour certaines des sources radio les plus brillantes. Il montre que Cygnus A n'est pas unique, que ce soit par son existence ou par son absence d'association avec des homologues stellaires optiques brillants. Il identifie des sources radio célèbres telles que Taurus A, Centaurus A et Hercules A.
Bien que l'on s'attende à ce que des révélations concernant une nouvelle classe d'objets jusqu'alors inconnus soient bientôt acclamées, la communauté des astronomes a généralement réagi avec scepticisme en raison des grandes incertitudes de position et parce que les implications ne cadrent pas facilement avec les connaissances astronomiques orthodoxes de l'époque. En outre, la quantité de ressources que John Bolton occupe au laboratoire de radiophysique pour sa recherche de sources discrètes entraine un conflit direct avec l'équipe d'investigation solaire, en particulier avec Ruby Payne-Scott.

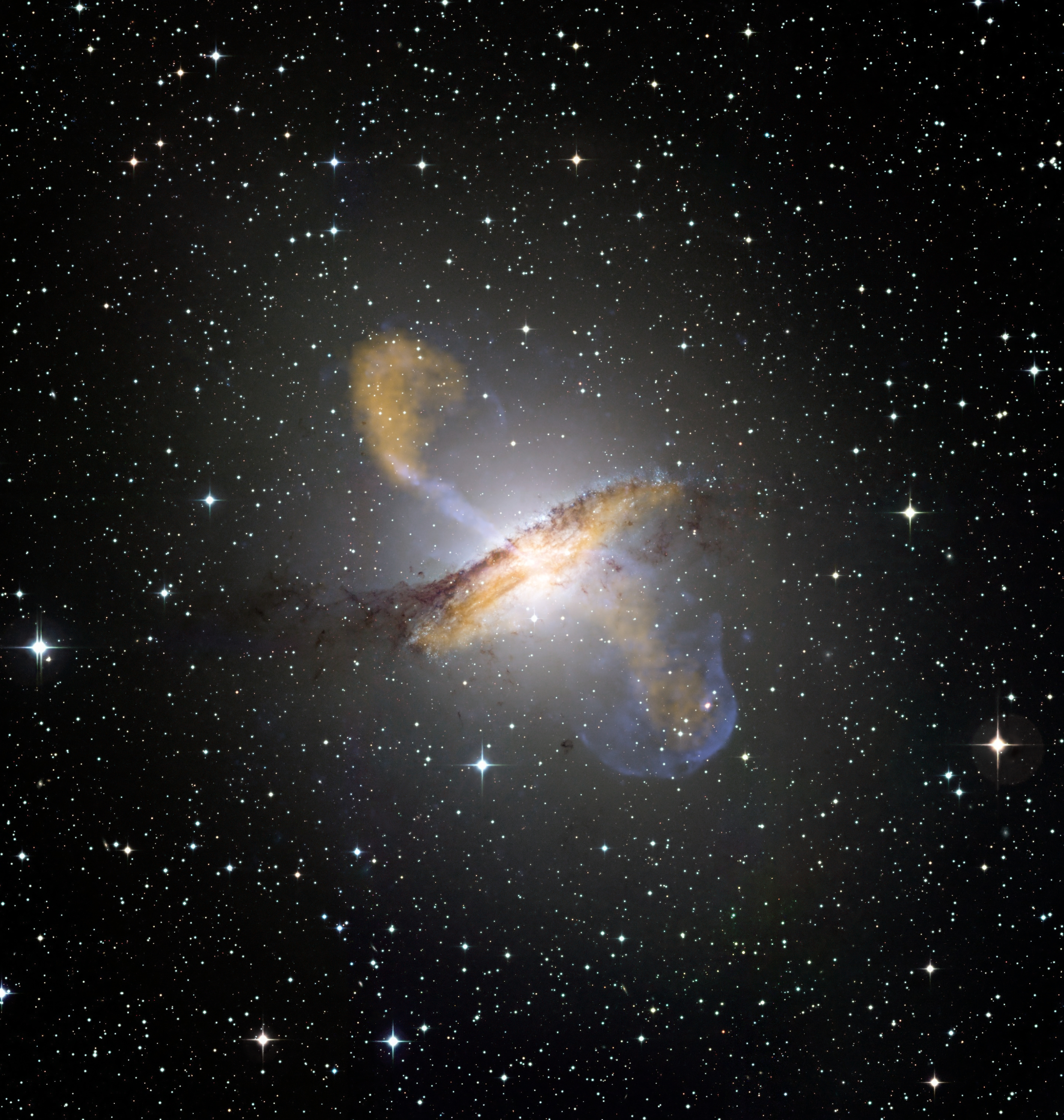
Image optique de Centaurus A avec les lobes radio superposés.

Afin d'améliorer l'impact de ses résultats, John Bolton choisit d'affiner la position de ses sources et d'éliminer toute incertitude systématique. Pour ce faire, lui et Gordon Stanley mènent une expédition en Nouvelle-Zélande et effectuent des observations interférométriques à partir à la fois de là-bas et de l'Australie. Ces observations corrigent de plus d'un degré la position des sources de l'article de 1948. Avec une précision de dix minutes d'arc et une meilleure maîtrise des incertitudes systématiques dues à la réfraction ionosphérique, John Bolton peut maintenant raisonnablement suggérer des contreparties optiques. Alors que le candidat optique de Cygnus A reste insaisissable, il montre que Taurus A est associé à la singulière nébuleuse du Crabe, Virgo A à une galaxie qui émet une longue structure en forme de jet (M87), et Centaurus A à un objet si particulier que les astronomes se demandent à l'époque s'il appartient ou non à la Voie lactée.
Alors que John Bolton a suggéré à tort que Centaurus A et Virgo A sont des sources galactiques particulières, il change d'avis dans les mois qui suivent la publication de l'article grâce à l'analyse de nouvelles données optiques. Les résultats de l'article de 1949 suscitent l'intérêt des astronomes qui travaillent dans le domaine optique et sont souvent considérés comme le début de la radioastronomie extragalactique. L'article de 1949 est probablement l'article le plus important et le plus marquant de la carrière de John Bolton.

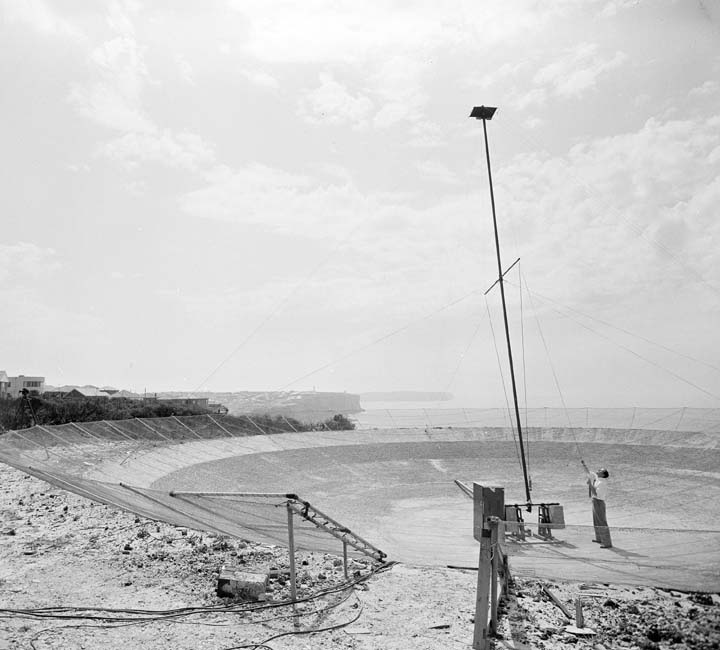
Antenne radio parabolique à.

Fort de ses récents succès universitaires, John Bolton fait le tour des principaux laboratoires d'astronomie et de radiotechnique de l'hémisphère nord en 1950. Au laboratoire Cavendish, Martin Ryle et Lawrence Bragg lui réservent un accueil glacial, car trop d'invités visitent leur laboratoire à cette époque. Toutefois, lors de son séjour à Cambridge, il fait la connaissance de l'astrophysicien Fred Hoyle, ce qui marque le début d'une amitié et d'une collaboration qui ne s'arrêtera jamais.
À son retour en Australie, John Bolton décide que leur technique d'interférométrie, utilisant des instruments situés sur des falaises maritimes, a atteint ses limites en termes de découverte et décide d'imiter l'antenne parabolique de 220 pieds (67 m) utilisée par l'observatoire de Jodrell Bank. Ils construisent à Dover Heights une antenne parabolique de 72 pieds (22 m) à-même le sol. À l'aide de cet instrument, en 1953, Bolton et Dick McGee, nouvelle recrue du CSIRO, étudient le plan galactique, identifiant le centre de la Voie lactée : Sagittarius A,.
Malgré le succès académique de Bolton, le laboratoire de radiophysique ne peut se permettre de construire qu'un seul grand télescope dans les années 1950. Alors que Bolton insiste pour construire une antenne parabolique plus grande sur le modèle de son prototype de Dover Heights, le laboratoire préfère l'interféromètre radio de Mills Cross (en). Cette décision le conduit à un conflit direct avec son supérieur immédiat Joseph Pawsey, après quoi il est réaffecté par Taffe Bowen à la division de la physique des nuages. Cela permet à ce dernier d'apaiser le conflit et de mettre l'expertise de John Bolton au service de son groupe.
Pendant son éloignement de la radioastronomie, Bolton s'efforce de comprendre comment ensemencer les précipitations à l'aide de fumée d'iodure d'argent larguée par avion. Cependant, pendant son bref passage dans la physique des nuages, il est conscient de la potentielle opportunité de créer un groupe de radioastronomie en Californie. En 1954, il accepte un poste offert par Lee Alvin DuBridge (en) pour installer un grand radiotélescope près de Caltech,.

## Caltech et vallée de l'Owens
Lorsque Bolton rejoint Caltech en tant que responsable du programme de radioastronomie, il entreprend de créer un radio-observatoire américain en utilisant des fonds de l'Office of Naval Research et de Caltech. Avec Gordon Stanley, il identifie la vallée de l'Owens comme un site idéal pour un radio-observatoire parce que ses chaînes de montagnes naturelles la protègent des interférences des villes côtières californiennes et parce qu'elle est raisonnablement proche de Caltech,. Bolton veut construire dans cette vallée un instrument capable de localiser avec précision la position des sources pour trouver leurs équivalents optiques et déterminer leur structure radio, en s'appuyant sur les nombreuses détections à faible résolution provenant d'instruments tels que le Mills Cross.

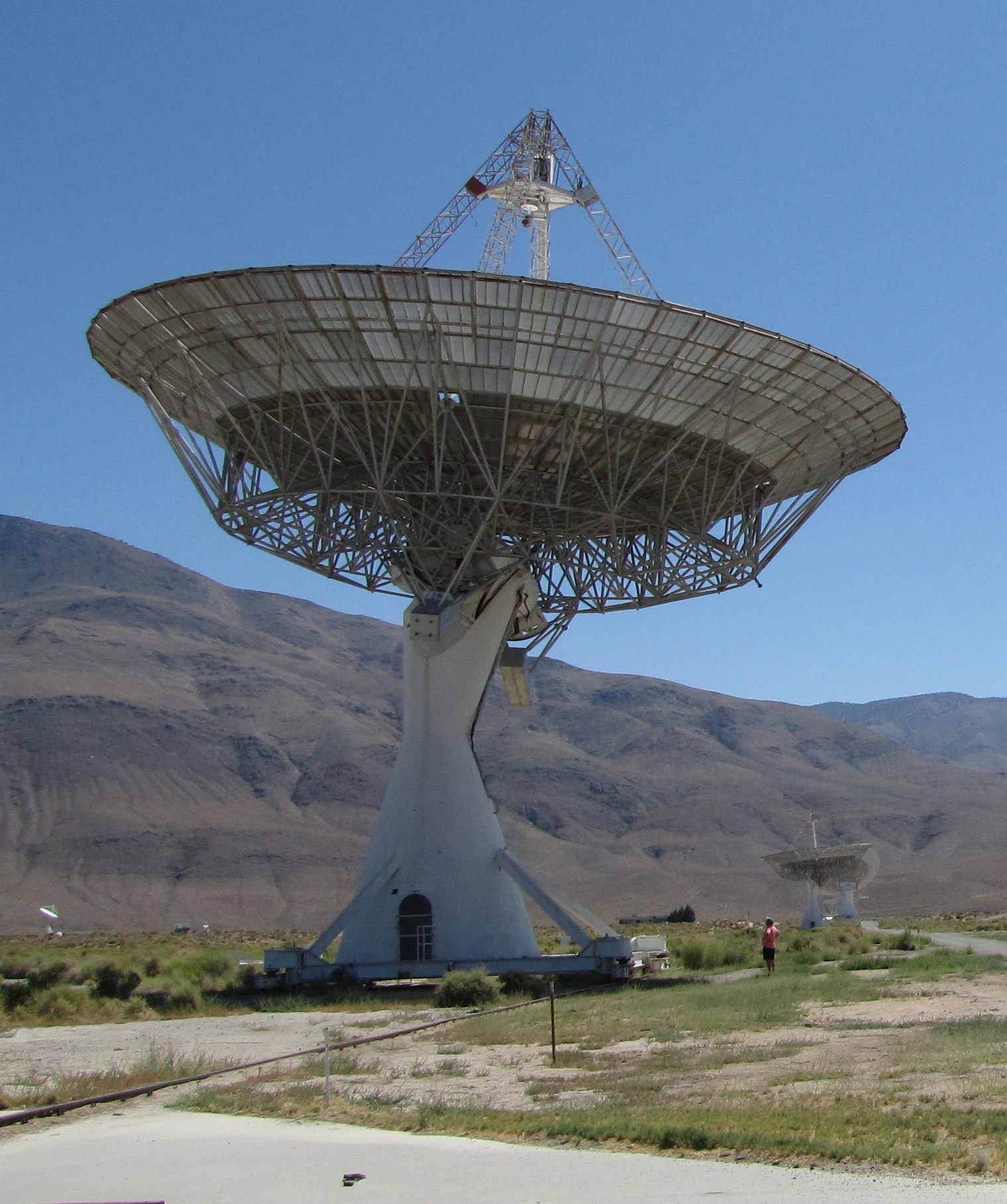
Une des deux antennes de au Owens Valley Radio Observatory.

John Bolton dirige la construction d'un interféromètre à deux éléments, composé de deux antennes de 90 pieds (27 m),. Cet instrument s'avère incroyablement productif sur le plan scientifique, sert de banc d'essai à de nombreux radioastronomes américains de premier plan et de prototype pour le Very Large Array. L'une des premières contributions scientifiques des télescopes de la vallée de l'Owens est la confirmation de l'émission radio de Jupiter, ce qui vaut à l'instrument une reconnaissance médiatique et institutionnelle importante. Grâce à la construction réussie de l'interféromètre, John Bolton est promu professeur titulaire. Il reçoit également un doctorat de Caltech, mais il refuse tout au long de sa vie d'utiliser ce titre qu’il qualifie de doctorat « de facto ».
Grâce à la résolution supérieure de l'interféromètre de la vallée de l'Owens, John Bolton et son équipe commencent à identifier des sources radio qui n'étaient toujours pas résolues à une résolution de dix secondes d'arc. Le suivi d'une de ces sources dans l'optique, 3C 295 (en), permet d'identifier la contrepartie comme étant une galaxie à un décalage vers le rouge de 0,46, ce qui fait plus que doubler la distance d'un objet dans l'Univers. Cette ligne de raisonnement scientifique fixe le cap de la carrière de John Bolton.
Malgré ses succès à Caltech, John Bolton s'était entendu avec Taffe Bowen pour retourner en Australie au moment de la construction d'un radiotélescope géant. Souffrant en outre d'une mauvaise santé causée par la mauvaise qualité de l'air dans le smog de Pasadena, lui et sa famille décident de retourner en Australie en 1960.

## Parkes et les quasars
John Bolton arrive à Parkes, en Australie, alors que le développement du nouveau radiotélescope géant est en cours. Il a obtenu des fonds de la Carnegie Institution for Science, de la fondation Rockefeller et du gouvernement australien pour développer une antenne parabolique de 64 mètres. Alors qu'il a déjà joué un rôle important en participant à l'évaluation de la conception du télescope, il s'occupe maintenant de la construction et de la mise en service de la parabole de Parkes,. Il doit également être le premier directeur de l'Australian National Radio Observatory (ANRAO),.
Le radiotélescope de Parkes est achevé dans les délais prévus et contribue rapidement à deux résultats clés en radioastronomie. Premièrement, le télescope confirme l'émission radio polarisée de Centaurus A et de Vela X. La détection de la polarisation linéaire confirme que l'émission radio de ces sources est produite par le mécanisme synchrotron. Deuxièmement, et plus important encore, Parkes détecte un effet Faraday dans les sources radio polarisées. Il s'agit de la première détection astrophysique du phénomène et ce résultat est utilisé comme preuve concluante que la Voie lactée possède un champ magnétique.
Si Bolton a joué un rôle clé dans l'orientation scientifique de Parkes pour ces deux premières découvertes, sa plus grande contribution scientifique avec l'observatoire est la découverte des quasars. S'appuyant sur son travail d'identification des sources optiques des radiogalaxies à Caltech, comme 3C 48, les preuves accumulées suggèrent qu'il existe une classe unique de galaxies actives cent fois plus brillantes optiquement que les galaxies les plus brillantes identifiées auparavant avec des sources radio,. Bien que cela n'ait pas été publié, John Bolton est le premier à identifier correctement la distance extrême de 3C 48 deux ans avant sa publication en 1962. Le record de l'objet le plus éloigné de l'Univers est régulièrement détenu par les quasars découverts à Parkes par Bolton et son équipe.
Après la découverte des premiers quasars à Parkes, Bolton se lance dans le projet qui occupe la majeure partie de son temps pendant le reste des années 1960 : explorer le ciel austral avec le télescope afin de trouver de nouvelles sources radio à associer aux sources optiques et déterminer leurs distances,,. Il réussit à suivre cette voie grâce à de solides liens avec les astronomes des observatoires optiques de Palomar et de Lick. À ce stade de sa carrière, il est également chargé de présider des groupes d'experts gouvernementaux et de donner des cours magistraux — le summum étant atteint lors du congrès Solvay en 1964. Dans les années 1960, il est également élu membre de l'Académie des sciences australienne et devientle premier lauréat du prix Karl Jansky de la NRAO.

## Parkes et l'alunissage d'Apollo 11
En tant que directeur de l'ANRAO, John Bolton joue également un rôle dans l'alunissage d'Apollo 11,,. La NASA suggère au CSIRO que l'observatoire de Parkes rejoigne le Deep Space Network et soit directement impliqué dans le Jet Propulsion Laboratory (JPL). John Bolton est très enthousiaste à l'idée de participer à cet effort car il pense que l'observatoire a une dette envers la NASA et les États-Unis pour leur aide à la construction et les nombreuses relations personnelles qu'il a développées là-bas.

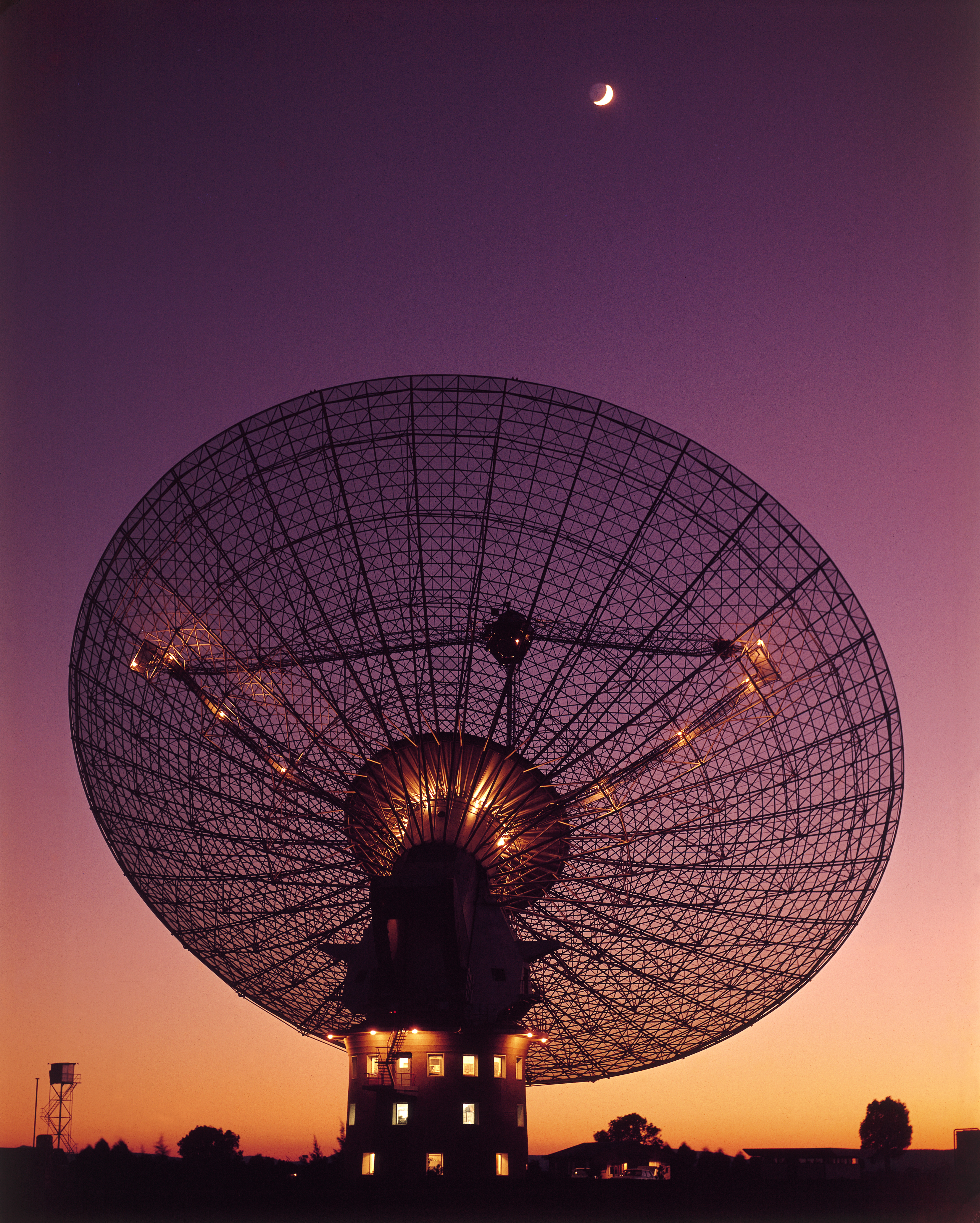
Le radiotélescope de Parkes faisait partie du CSIRO, en 1969, à peu près au moment de l'alunissage d'Apollo 11.

La demande initiale de la NASA est que l'observatoire fournisse une solution de secours au cas où la sortie sur la Lune d'Apollo 11 serait retardée ou en cas de défaillance des propres stations de poursuite de la NASA. John Bolton et son équipe technique prennent la responsabilité de s'assurer que les systèmes d'entraînement et de contrôle du télescope sont en état de marche. En raison de changements dans le calendrier de la sortie sur la Lune, la NASA reçoit des signaux de télévision de trois sources : Goldstone, Honeysuckle Creek et Parkes. La NASA alterne entre Goldstone et Honeysuckle pendant les premières minutes de la marche sur la Lune, mais le signal de Parkes est utilisé pour le rappel de la sortie lunaire. Le rôle joué par Parkes et Bolton dans l'alunissage d'Apollo 11 est mis en scène dans le film L'Antenne. John Bolton veille à ce que Parkes soit impliqué dans le suivi de toutes les missions Apollo. L'antenne est notamment utilisée durant la mission Apollo 13 pour aider au sauvetage des astronautes.

## Les dernières années à Parkes et fin de vie
John Bolton quitte son poste de directeur de l'ANRO en 1971 pour alléger sa charge de travail administratif,. Il poursuit néanmoins ses activités scientifiques. Pour le reste de sa carrière scientifique, il se concentre sur l'identification optique des sources radioélectriques étudiées par Parkes à 2,7 GHz. L'un des résultats significatifs de ce relevé, combiné aux relevés antérieurs à basse fréquence, est la découverte de la source à spectre pointu PKS B1934-638.
Bolton est élu à la Royal Society of London et est vice-président de l'Union astronomique internationale en 1973. En outre, il reçoit la médaille d'or de la Royal Astronomical Society en 1977 pour ses contributions à la radioastronomie et à l'optique.
En 1979, il souffre d'une grave crise cardiaque mais se remet. Il reprend le travail mais se retire en 1981 à Buderim, une station côtière du Queensland. Il y meurt d'une pneumonie, à la suite de troubles cardiaques persistants, le 6 juillet 1993. Ses cendres sont disposées sous un cadran solaire commémoratif à l'observatoire de Parkes. Sa femme et ses enfants lui survivent.

## Héritage
De nombreux étudiants de Bolton continueront dans la radioastronomie, comme Kenneth Kellermann, Barry G. Clark (en), Ronald D. Ekers, Jasper Wall, Marc Price, Anthony Moffat et Robert Woodrow Wilson qui obtiendra le prix Nobel de physique pour la découverte du fond diffus cosmologique.

## Récompenses et honneurs
Bolton a reçu les prix suivants :
- 1951 : médaille Edgeworth-David (Australie) ;
- 1967 : premier conférencier Karl Jansky (États-Unis) ;
- 1968 : conférencier Henry Norris (États-Unis) ;
- 1969 : membre de l'Académie des sciences australienne ;
- 1972 : membre honoraire étranger de l'Académie américaine des arts et des sciences ;
- 1973 :
  - Vice-président de l'Union astronomique internationale (1973-1979),
  - membre de la Royal Society of London,
  - membre honoraire de l'Académie indienne des sciences[64] ;
- 1977 : Médaille d'or de la Royal Astronomical Society ;
- 1980 : membre associé étranger de l'Académie nationale des sciences (États-Unis) ;
- 1982 : commandeur de l'Ordre de l'Empire britannique ;
- 1988 : médaille Bruce de la Société astronomique du Pacifique (États-Unis).

John Bolton n'a pas reçu le prix Nobel de physique. Cela s'explique en partie parce que le comité Nobel jugeait que les astronomes n'étaient pas éligibles pour le prix de physique. L'astronomie et la physique étaient considérées comme des disciplines distinctes. Dans les années 1970, les règles changent et les « découvertes en astrophysique » sont éligibles. La découverte des sources radio par Bolton date à ce moment-là de plus de 30 ans.
L'astéroïde (12140) Johnbolton est nommé en son honneur.
En novembre 2001, à l'occasion du quarantième anniversaire de l'ouverture de l'observatoire de Parkes, l'avenue d'arbres allant du télescope aux quartiers des observateurs est officiellement rebaptisée « avenue John Bolton ».

## Vie privée
John Bolton se marie en 1948 avec Letty Pearl Burke, Australienne originaire de Nouvelle-Galles du Sud, et veuve d'un navigateur du Coastal Command tué au combat pendant la Seconde Guerre mondiale. Son épouse a eu deux fils de son premier mariage, Brian et Peter, que Bolton adopte.
Bolton est un sportif passionné, fervent joueur de cricket, et pratiquant le golf, le tennis de table et le billard. Il est connu pour sa détermination, sa volonté inébranlable et un pouvoir de concentration phénoménal. Il reste intransigeant sur ses opinions mais est considéré comme une personne sympathique, mais légèrement timide. Il garde toute sa vie son accent du Yorkshire.

## Dans la culture populaire
Le film australien L'Antenne traite du rôle du radiotélescope de Parkes dans l'alunissage en 1969. Le rôle du directeur de l'observatoire (Cliff Buxton, joué par Sam Neill) est inspiré de John Bolton.